# صفيراء
صُفَيْرَاء (الاسم العلمي: Sophora) هي جنس نباتي يتبع فصيلة البقولية من رتبة الفوليات.